# Хэй, Уильям, 17-й граф Эррол
Уильям Хэй, 17-й граф Эррол (англ. William Hay, 17th Earl of Erroll$ 12 марта 1772 — 26 января 1819) — шотландский аристократ и пэр, известный как лорд Хэй с 1772 по 1778 год.

## Ранняя жизнь
Родился 12 марта 1772 года. Второй сын Джеймса Хэя, 15-го графа Эррола (1726—1778), и его второй жены Изабеллы Карр (? — 1808), старшей дочери и сонаследницы Уильяма Карра (1705—1777) из Этала в Нортумберленде. Его старшая сестра, леди Августа Хей (1766—1822), первая жена Джорджа Бойла, 4-го графа Глазго (1766—1843), унаследовала поместье Этал в 1806 году. От первого брака его отца с Ребеккой Локхарт у него был сводная сестра, леди Мэри Хэй (? — 1754), которая вышла замуж за генерала Джона Скотта (1725—1775) из Балкоми.
Его бабушкой и дедушкой по отцовской линии были Уильям Бойд, 4-й граф Килмарнок (1705—1746), и леди Энн Ливингстон (? — 1747), дочь Джеймса Ливингстона, 5-го графа Линлитгоу (? — 1723).

## Карьера
14 июля 1798 года после смерти своего старшего брата Джорджа Хэя, 16-го графа Эррола (1767—1798), не оставившего после себя потомства, Уильям Хэй унаследовал титулы 17-го графа Эррола и 18-го лорда Хэя.
В 1805 году он был назначен рыцарем-маришалем Шотландии, прослужив до 1809 года. Он также был пэром-представителем Шотландии в Палате лордов Великобритании в 1806—1807, 1818—1819 годах.
С 1817 по 1819 год Уильям Хэй был лордом верховным комиссаром Генеральной Ассамблеи Церкви Шотландии.

## Личная жизнь
9 января 1792 года Уильям Хэй женился первым браком на Джейн Белл (ум. 14 апреля 1793), второй дочери Мэтью Белла из Уолсингема. До её смерти в 1793 году у них был один общий ребенок:
- Леди Дульсибелла Джейн Хэй (1793 — 10 января 1885), супруг с 1821 года преподобный Чарльз Норс Вудхауз (1790—1870), архидиаконом Норвича, второй сын преподобного Филиппа Вудхауза, пребенда Норвич (брат Джона Вудхауза, 1-го барона Вудхауза, и второй сын сэра Армине Вудхауза, 5-го баронета) и Аполлонии Нурс (дочь Джона Норса)[2].

3 августа 1796 года Уильям Хэй женился вторым браком на Алисии Элиот (ум. 24 апреля 1812), третьей дочери Сэмюэля Элиота и Элис (урожденной Байам), дочери полковника Уильяма Байама из Антигуа. Алисия была невесткой сэра Томаса Стэплтона, 6-го по рождению (также 16-го барона Ле Деспенсера). Вместе они были родителями семерых детей, в том числе:
- Джеймс Хэй, лорд Хэй (ок. 1797 — 16 июня 1815), убитый в битве при Катр-Бра[2].
- Леди Алисия Хэй (1798—1799), которая умерла в детстве[2].
- Леди Изабелла Маргарет Хэй (22 февраля 1800 — 28 июля 1868), которая в 1820 году вышла замуж за генерал-лейтенанта Уильяма Уэмисса (1790—1852), второго сына генерал-лейтенанта Уильяма Уэмисса, члена парламента, и Фрэнсис Эрскин (дочь сэра Уильяма Эрскина, 1-го баронета)[2].
- Уильям Джордж Хэй, 18-й граф Эррол (21 февраля 1801 — 19 апреля 1846), женился в 1820 году на леди Элизабет Фицкларенс (1801—1856), незаконнорожденной дочери короля Уильяма IV от его любовницы Доры Блэнд («миссис Джордан»)[2].
- Леди Гарриет Джемайма Хэй (1803 — 8 февраля 1837), которая вышла в 1822 году замуж за Дэниела Гурни (1791—1880), верховного шерифа Норфолка[2].
- Леди Кэролайн Хэй (1805 — 19 августа 1877), которая в 1823 году вышла замуж за Джона Моранта (1787—1857) из Брокенхерста[2].
- Капитан достопочтенный Сэмюэл Хэй (январь 1807 — 25 ноября 1847), в 1832 году женился на Луизе Плейделл-Бувери (? — 1898), единственной дочери вице-адмирала, достопочтенного Данкомба Плейделл-Бувери (1780—1850), второго сына Джейкоба Плейделла-Бувери, 2-го графа Рэднора, и Луизы Мэй (вторая дочь Джозефа Мэя из Хейл-Хауса)[2].
- Леди Эмма Хэй (1809 — 17 июля 1841), которая в 1826 году вышла замуж за контр-адмирала Джеймса Эрскина Уэмисса (1789—1854), старшего сына генерал-лейтенанта Уильяма Уэмисса[2].

14 октября 1816 года лорд Эррол в третий раз женился на достопочтенной Гарриет Сомервилл (? — 28 января 1864), сестре Марка Сомервилля, 16-го лорда Сомервилля, и третьей дочери подполковника, достопочтенного Хью Сомервилла (второй сын Джеймса Сомервилла, 13-го лорда Сомервилла) от его второй жены Мэри Дигби (старшая дочь достопочтенного Ризли Дигби, сын Уильяма Дигби, 5-го барона Дигби). Они были родителями троих детей, в том числе:
- Преподобный достопочтенный Сомервилл Хэй (20 июля 1817 — 25 сентября 1853), который в 1843 году женился на леди Алисии Диане Эрскин (? — 1891), третьей дочери Генри Эрскина, 12-го графа Бьюкена[2].
- Леди Фанни Хэй (1818 — 28 августа 1853), которая в 1848 году вышла замуж за преподобного Стивена Ральфа Картрайта (? — 1862), ректора Айнхоу[2].
- Леди Маргарет Хэй (январь 1819 — 31 октября 1891), которая в 1846 году вышла замуж за Фредерика Астелла Лашингтона (1815—1892), шестого сына сэра Генри Лашингтона, 2-го баронета, и Фанни Марии Льюис (сестры и сонаследницы Мэтью Грегори Льюиса)[2].

Лорд Эррол скончался 26 января 1819 года, и ему наследовал его старший оставшийся в живых сын Уильям Хэй, 18-й граф Эррол. Его вдова, вдовствующая графиня Эррол, умерла в 1864 году.